# テスラ・サイバーキャブ
テスラ・サイバーキャブ (Tesla Cybercab) はテスラが開発中の2人乗りバッテリー式電気自動車である。別名はロボタクシー。完全自動運転車であり、ステアリング・ホイールやペダルは装備されない。
2024年10月にコンセプトモデルが発表され、2027年より前に生産が開始される予定となっている。

## 歴史

### 前史
テスラのCEOであるイーロン・マスクは2019年4月、2020年末までにテスラの自動運転ロボタクシー100万台が走行するようになるとの見立てを述べた。
テスラは2020年頃より、モデルYに続く量販電気自動車の計画を公表しており、モデル3よりも大幅に安価になるとされていた。2022年にイーロン・マスクは、テスラの次の新型車はロボタクシーになると社内で言及したが、テスラのチーフデザイナーであるフランツ・フォン・ホルツハウゼンおよびラース・モラヴィ副社長の助言を受け、前述の安価な新型電気自動車とロボタクシーの両者に共通の次世代プラットフォームを採用する方針とした。2022年10月には、テスラの新プラットフォームによって、モデル3およびモデルYの半額の次世代電気自動車を発売することができる見立てであると公式に発表された。
2024年4月、イーロン・マスクは同年8月にロボタクシーを発表すると予告したが、その後10月に延期された。

### 発表
イーロン・マスクは2024年10月10日、カリフォルニア州バーバンクのワーナー・ブラザース・スタジオにおいてサイバーキャブを発表した。発表イベントでは20台のコンセプトモデルがイベント参加者を乗せてスタジオ敷地内を自律走行した。マスクは2027年までにサイバーキャブの生産を開始する予定であると発表した。テスラは発表時、「サイバーキャブ」と「ロボタクシー」の両車名を用いており、正式な車名は不明である。加えて、同発表イベントでは最大20人乗りのロボバンのプロトタイプモデルも発表された。
発表されたサイバーキャブは2人乗りでバタフライドアを2枚備えており、ドアは自動開閉式のためドアハンドルは存在しない。後部には荷室用のハッチゲートがあり、非接触充電を採用しており、外部充電ポートは存在しない。また、リアウインドウやドアミラーも装備されない。
発表から生産開始までの期間が長かったこともあり、発表時の投資家の反応は冷ややかであった。ニュー・サイエンティストは実用化が進むウェイモの自動運転車と対比し、テスラの開発速度の遅さを指摘している。

## 仕様

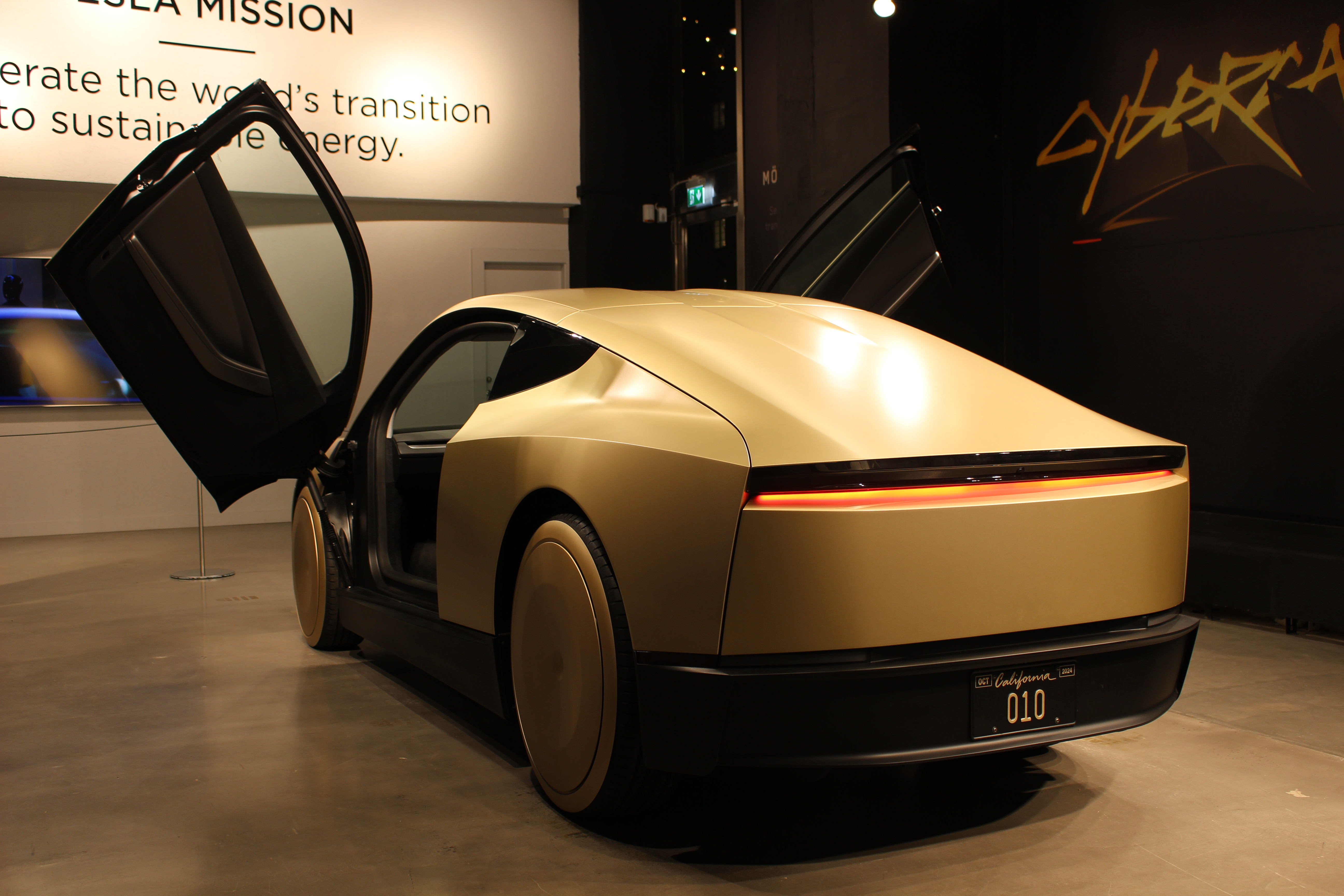
リア
車内

明らかとなっているサイバーキャブの仕様は以下の通りである。
- 2人乗り
- 自動運転のみであり、乗客が運転操作を行うことはできない
- 航続距離: 200 マイル（320 km）[15]
- 非接触充電
- バッテリー容量: 推定35 kWh[15]
- 予想電費: 8.9 km/kWh[15]